# Tatenokai
Die Tatenokai (jap. 楯の会, dt. „Schildgesellschaft“) war eine rechtsgerichtete Privatmiliz in Japan.

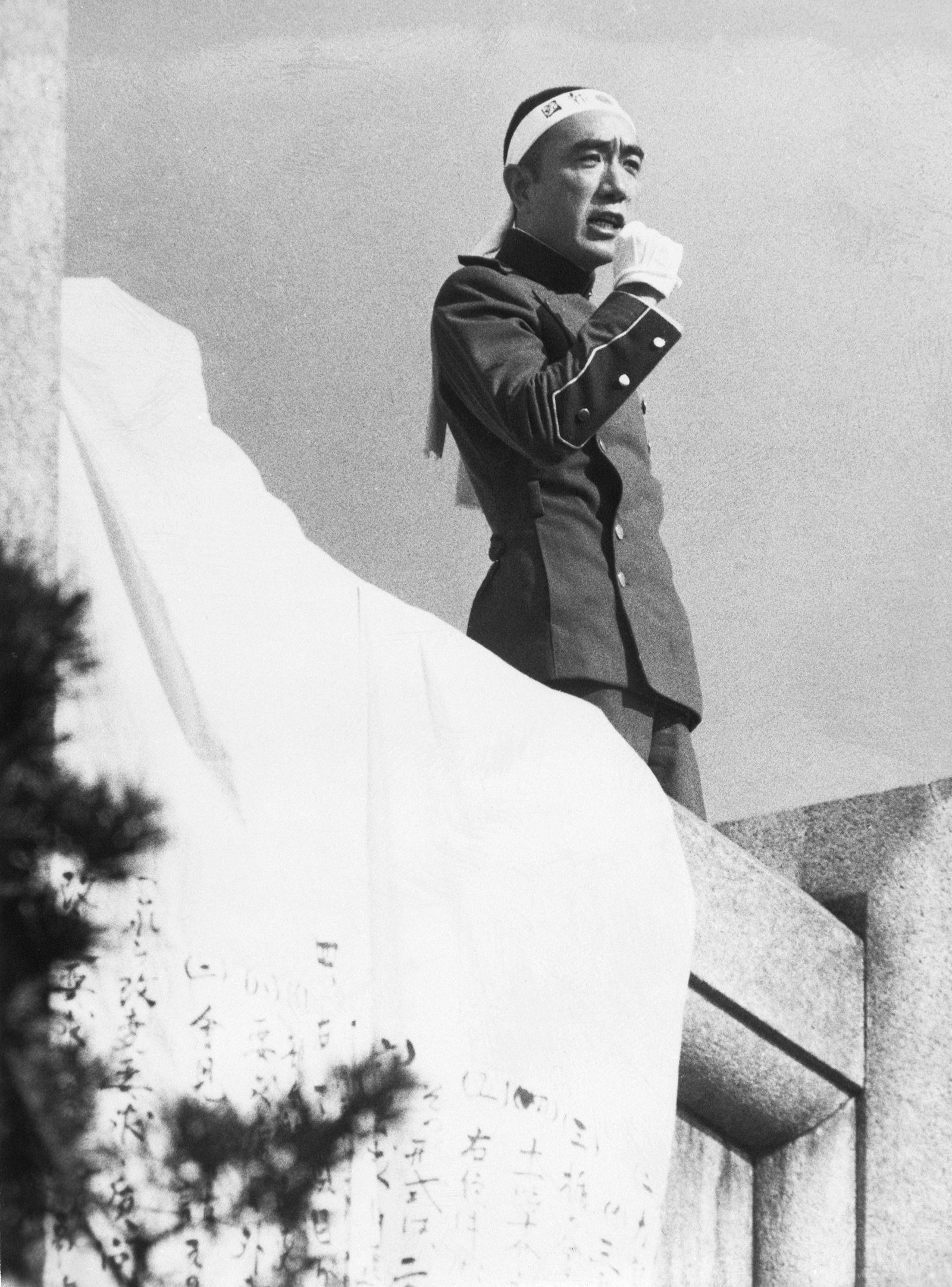
Yukio Mishima in der Uniform der Tatenokai

## Geschichte
Die Privatmiliz wurde am 5. Oktober 1968 von dem Schriftsteller Yukio Mishima gegründet und hatte sich der Bekämpfung des Kommunismus, der Bewahrung traditioneller Werte und dem Schutz bzw. der Verehrung des Tennōs verschrieben. Ihre etwa 80 Mitglieder rekrutierten sich vor allem aus der Leserschaft der rechtsgerichteten Studentenzeitung Ronsō.
Dank der familiären Kontakte Mishimas in hohe politische Kreise, durfte die Privatmiliz mit Genehmigung von Verteidigungsminister Nakasone Yasuhiro gemeinsam mit Einheiten der japanischen Selbstverteidigungsstreitkräfte trainieren und erhielt finanzielle Zuwendungen über Premierminister Satō Eisaku.
Am 25. November 1970 nahmen fünf ihrer Mitglieder, unter ihnen Mishima, den diensthabenden Kommandanten im damaligen Hauptquartier der japanischen Selbstverteidigungsstreitkräfte in Tokio als Geisel. Die auf dem Gelände anwesenden Soldaten wurden aufgerufen, das japanische Parlament zu besetzen und die alte Kaiserherrschaft wiederherzustellen. Als der versuchte Staatsstreich scheiterte, begingen Mishima und sein enger Vertrauter Masakatsu Morita rituellen Selbstmord (siehe Seppuku). Die anderen anwesenden Milizangehörigen enthaupteten daraufhin ihre Leichname.
In Folge des gescheiterten Staatsstreiches wurden mehrere Milizangehörige der Tatenokai inhaftiert und die Privatmiliz aufgelöst.
Auch wenn es heute in Japan einige weitere Privatmilizen gibt, die den Namen Tatenokai führen, stehen diese nicht im direkten Zusammenhang mit der von Mishima gegründeten Tatenokai.